# Малийска империя
Малийската империя (на мандингски Ниени), наричана също Манден Куруфаба, е империя в Западна Африка, съществувала приблизително от 1235 до 1670 година.
Империята е основана от Сундиата Кейта и става известна с богатството на своите владетели, особено управлявалия в началото на XIV век Муса I. Тя е най-обширната предколониална империя в Западна Африка и оказва дълбоко влияние върху културата в региона със своя език, правна система и обичаи. Повечето писмени сведения за Малийската империя идват от северноафриканските пътешественици Ибн Халдун, Ибн Батута и Лъв Африкански, като другият основен източник е устната традиция на гриотите от народа мандинка.
Малийската империя води началото си от малко царство на мандинка по горното течение на река Нигер с център в град Ниани. През XI и XII век то започва да набира сила с упадъка на империята Уагаду (Гана) на север. По това време търговските пътища се изместват на юг към саваната, насърчавайки развитието на тези области. Сведенията за този ранен период са оскъдни и Сундиата Кейта е първият владетел, за когото има конкретна информация. Той е войнствен владетел от династията Кейта, който към 1235 година разгромява последния цар на Сосо Сумаоро Канте, установявайки контрол над транссахарските пътища и поставяйки началото на империята. Неговите наследници използват титлата манса.
Синът на Сундиата Ули I прави своя Хадж по времето на мамелюкския султан Байбарс (1260 – 1277). След поредица узурпации около 1285 година тронът на Мали е зает от бившия придворен роб Сакура, който се превръща в един от най-силните владетели на империята и разширява значително нейната територия. Той пътува до Мека при султан Насър Мухамад (1298 – 1308). След смъртта му по обратния път тронът се връща при потомците на Сундиата Кейта. Четвърти поред сред тях е Муса I, който идва на власт около 1312 година и предприема прочутото си поклонение в Мека от 1324 до 1326 година. Щедрите му дарения в Египет предизвикват срив в цената на златото, който му донася широка известност. През 1337 година той е наследен от сина си Маган I, който през 1341 година е свален от своя чичо Сулейман, при управлението на който страната е посетена от Ибн Батута.
Управлението на Сулейман е последвано от период на слаби императори, конфликти и размирици. След смъртта на Ибн Халдун през 1406 година писмените сведения за страната прекъсват. Според хрониката „Тарих ал-Судан“ през XV век Мали продължава да е значима държава, а венецианският изследовател Алвизе Кадамосто и португалски търговци потвърждават, че по това време народите по течението на Гамбия все още са поданици на владетеля на Мали. Описанията на владенията на империята в началото на XVI век от Лъв Африкански също потвърждават нейните големи размери. В същото време, след 1507 година съседни държави, като Диара, Денанке и Сонгайското царство, започват да подкопават могъществото на империята. През 1542 година сонгайски войски достигат до столицата Ниани, но не успяват да унищожат империята. През XVII век Мали е подложена на чести нападения от народа бамбара, през 1670 година столицата Ниани е опожарена и империята се разпада на по-малки владения. Династията Кейта успява да задържи град Кангаба, където нейни представители продължават да управляват като местни владетели.
Съвременната държава Мали е наречена на името на Малийската империя.

## Исторически източници
Повечето сведения за класическия период на Малийската империя идват от три основни писмени източника. Първият от тях са записаните около 1340 година свидетелства на Шихаб ал-Умари, чиновник в Мамелюкски Египет. Той записва главно информация, която е получил от малийци, преминаващи през Египет по време на своите поклоннически пътувания до Мека. Чрез местни свидетели описва и известното пътуване през Египет на манса Муса I.
Вторият главен източник са записките на мароканския пътешественик Ибн Батута, който посещава Мали през 1352 година. Това е и най-ранното писмено свидетелство за Малийската империя, направено от пряк очевидец. Третият източник е в книга на ифрикиеца Ибн Халдун, писана в началото на XIV век. И трите източника са сравнително кратки, но дават добра представа за империята в нейния разцвет.

## География
Малийската империя достига най-голямото си териториално разширение при наследниците на владетеля Лайе Кейта. Шихаб ал-Умари описва държавата като квадратна с размер осеммесечен път от морския бряг на Тура, при устието на река Сенегал, до Мули (наричан също Тухфат). Ал-Умари поставя империята южно от Маракеш и я смята за почти изцяло обитаема, макар разположените в пустинята северно от нея берберски народи също да ѝ се подчиняват.
Територията на Малийската империя обхваща почти всички земи между пустинята Сахара и крайбрежните гори. Тя включва съвременните държави Сенегал, Мали, Гамбия, Гвинея, Гвинея-Бисау, северните части на Буркина Фасо, Гана и Кот д'Ивоар и южните части на Мавритания. В средата на XIV век площта ѝ е около 1 240 000 квадратни километра. По времето на Лайе Кейта империята достига и най-голямото си население, владеейки 400 града с различни религии и народности.

## История

### Преди империята
Археологически изследвания в Ниани, столицата на бъдещата империя, показват, че още през VI век тя е значително селище. Според устната традиция царството на мандинка в Мали или Манден съществува няколко столетия преди създаването на империята като малка държава на южната граница на Уагаду, империята на сонинке. Областта има смесен ландшафт с планини, савани и гори, предоставящи защита и ресурси за препитаващо се с лов население, както и за малки градове-държави, като Торон, Кангаба и Ниани, в равнинните североизточни части. Първите писмени свидетелства, свързвани с Мали, са споменавания на „Пене“ и „Малал“ в текстовете на андалуския географ Абу Убайд ал-Бакри през 1068 година. Управляващата в империята династия Кейта извежда легендарния си произход от Лавало, един от синовете на чернокожия сподвижник на ислямския пророк Мохамед Билял ибн Рабах.
В зенита на могъществото на империята Уагаду в началото на XI век мандинка са подчинени от нея и Манден става провинция на Уагаду. Така мандинка са обединени в единна област със столица Кангаба, управлявани от автономен местен владетел с титлата фаама, васален на Уагаду. С упадъка на Уагаду и започналите в нея вътрешни размирици провинция Кангаба отново се разпада на 12 самостоятелни царства с отделни владетели, носещи титлата фаама или маган. Една от тези държавици е Ниани, която става основа на бъдещата Малийска империя.
След 1140 година Сосо, един от доскорошните васали на Уагаду, започва да набира сила и към 1180 година превръща доскорошната империя Уагаду в свой васал. В началото на XIII век Сосо продължават агресивната си политика и подлагат Манден на постоянни нападения и грабежи. Успешната съпротива на мандинка срещу Сосо поставя основите на Малийската империя.

### Ранен период
Основоположник на Малийската империя е Сундиата, известен и като Соголон Джара и Мари Диата. Според устно предавания епос, той е роден в началото на XIII век и е син на фаама на Ниани Наре Фа и втората му съпруга Соголон Кеджу, която според легендата е гърбава и идва от областта До южно от Ниани. Сундиата имал трудно детство, като проходил едва седемгодишен, но след това израснал здрав. Когато бащата на Сундиата умира, владетел на Ниани става синът му от първата му съпруга Данкаран Туман, а Сундиата, заедно с майка си и двете си сестри, е прогонен в изгнание. Не след дълго владетелят на Сосо Сумаоро Канте напада Ниани и Данкаран Туман бяга в Кисидугу.
Сундиата прекарва години в двора на Уагаду, а след това в Мема. Според легендата пратеници от Ниани идват при него и го молят да се изправи срещу Сосо и да освободи Манден. Обединявайки войски на Уагаду, Мема и разбунтувалите се княжества на мандинка, Сундиата оглавява въстание срещу Сото и около 1235 година нанася тежко поражение на Сумаоро Канте в битката при Кирина. Този успех довежда до края на империята Сото и поставя началото на Малийската империя, Сумаоро Канте изчезва и мандинка завземат последните градове на Сото. Сундиата е обявен за фаама и приема титлата манса, като едва осемнадесетгодишен оглавява съюзната държава на 12 царства, която получава името Манден Куруфаба. Той приема и тронното име Сундиата Кейта, като Кейта става наименование на създадената от него династия.
По време на управлението си Сундиата Кейта присъединява към империята редица важни области. Самият той не участва в битки след Кирина, но неговите военачалници, сред които Факоли Корома, Фран Камара и Тирамахан Траоре, постоянно разширяват границите на държавата. След обединяването на Манден, те завземат златодобивната област Уангара, която се превръща в южна гранична област, а северната граница се установява отвъд търговските градове Уалата и Аудагост. На запад, където достигат до река Гамбия и блатата на Текрур, завземайки областите Бамбук, Джало и Каабу. По този начин Манден Куруфаба бързо обхваща територии, по-големи от тези на Уагаду в нейния разцвет. В края на управлението на Сундиата империята се простира на 1600 километра от запад на изток, между завоите на Сенегал и Нигер.

## Управление
Малийската империя обхваща по-голяма територия и за по-продължителен период от време от всяка друга западноафриканска държава преди или след нея. За това съдейства децентрализираната администрация на империята – по думите на историка Жозеф Ки-Зербо, колкото повече човек се отдалечава от Ниани, толкова по-слабо се усеща властта на манса. Въпреки това манса успяват да поддържат данъчното облагане и номиналния контрол върху региона без да предизвикват бунтове на поданиците си.
Манден Куруфаба е съставена от трите съюзни държави Мали (в тесен смисъл това име обозначава само града-държава Ниани), Мема и Уагаду, заедно с Дванадесетте врати на Мали, княжествата на мандинка, присъединили се доброволно или принудително към въстанието на Сундиата Кейта. Дванадесетте врати образуват ядрото на империята, като техните владетели, носещи титлата фарба, полагат клетва за лична вярност към манса, но до голяма степен запазват властта си в своите владения.
Висш орган на властта е събранието Гбара, съставено от представители на главните родове на мандинка и председателствано от белен-тигуи. На първото му събиране, веднага след битката при Кирина, на него присъстват 29 представители, които утвърждават Курукан Фуга, основния закон на Манден Куруфаба. Към края на империята Гбара включва 32 представители на 28 рода. Курукан Фуга, наред с държавното устройство, урежда и други правни въпроси, като забраната за малтретиране на затворници и роби и регулирането на отношенията между родовете.
В новозавладените провинции владетелите първоначално назначават военен управител с титлата фарин. След тяхното умиротворяване, те получават собствени управители, определяни според местните обичаи – чрез избор, по наследство или друг начин. Често тези провинциални управители носят и традиционни местни титли, но от гледна точка на Империята са наричани с общата титла дямани-тиги. Дямани-тиги се утвърждават от манса, който осъществява надзор над работата им. Ако манса не вярва в способностите или лоялността на дямани-тиги, той може направо да назначи фарба, който да управлява провинцията. Фарба понякога се назначават и в стратегически важни или склонни към бунт провинции, като в често той е избиран от владетеля от рода на завладелия провинцията фарин, а има случаи и на наследяване на поста. Фарба се ползват с извънредни пълномощия, като обикновено управляват с помощта на заварената местна администрация, но понякога могат и изцяло да я заменят.
Броят на провинциите вероятно се изменя през годините. В средата на XIV век според Ал-Умари те са 14, като той изброява имената на 13 от тях:
- Гана – на мястото на старата империя Уагаду
- Загун (също Зафун или Диафуну[27])
- Тирака (или Туранка) – между Гана и Тадмека
- Такрур – на 3-тия праг на река Сенегал, северно от царството Джолоф
- Санагана – по името на народ, живеещ северно от река Сенегал
- Бамбук (или Бамбугху) – на границата на днешните Сенегал и Мали, важна златодобивна област
- Заргатабана
- Дармура (или Бабитра Дармура)
- Зага – на река Нигер, под Кабора
- Кабора (или Кабура) – на река Нигер
- Барагури (или Барагхури)
- Гао (или Каукау) – ядрото на старото царство Гао, предшественик на Сонгайското царство[28]
- Мали (или Манден) – столичната провинция

На местно ниво централната власт в Ниани се намесва много по-слабо, отколкото при провинциите. Общините, наричани кун-тиги, избират свой ръководител дугу-тиги от рода на полумитичния основател на съответната общност. На по-горно ниво администраторите на окръзи кафо-тиги се назначават от провинциалния управител измежду неговите приближени.

## Въоръжени сили
Броят и честотата на завоевателните походи в края на XIII и през целия XIV век показват, че владетелите на Малийската империя разполагат с ефективни въоръжени сили, чиято първоначална организация се приписва на Сундиата Кейта. При неговите наследници малийската армия преминава през радикални преобразувания, достигайки до огромни за времето си размери. Благодарение на устойчивите данъчни приходи и стабилното управление, Малийската империя изгражда добре организирани въоръжени сили с елитна конна част и множество пехотинци във всеки батальон. Наличието на кавалерия, засвидетелствано от запазени керамични статуетки, демонстрира финансовите възможности на Империята, тъй като конете са нетипични за Субсахарска Африка.
Малийската империя поддържа полупрофесионална постоянна армия. Цялата страна подлежи на мобилизация, като всеки род е длъжен да предостави определен брой мъже в боеспособна възраст, които трябва да са хорон (не роби) и да се явят със собствено въоръжение. Източниците от времето на зенита и упадъка на Империята еднозначно описват размера на постоянната армия като 100 хиляди души, 10 хиляди от които са конници. Със съдействието на речните племена тази армия може да се придвижва през страната сравнително бързо. Многобройни източници свидетелстват, че вътрешните водни пътища на Западна Африка се използват активно от бойни канута и лодки за военен транспорт навсякъде, където е възможно. Типичните канута в региона са изработени чрез изсичане в единично масивно дървесно стъбло.
През XIV век армията на Малийската империя е разделена на северно и южно командване, ръководени от фарим-сура и санкар-зума. Това са двамата най-високопоставени тон-тиги, членове на шестнадесетчленен военен съвет на владетеля. Тон-тиги се избират от средите на офицерите в елитния кавалерийски корпус, наричани фарари. Тези офицери се разделят на две групи – фарима, които командват полеви армии от свободни хора с помощта на по-нисши офицери, наричани келе-кун, и фаримба, които командват крепостни гарнизони от роби и чиито подчинени офицери се наричат дуукунаси.

## Стопанство
Централна роля в стопанството на Малийската империя играе добивът на злато. То е основен износен продукт и основа на мащабна търговска дейност, която от своя страна е източник на значителните приходи на държавата. Империята контролира както три основни златодобивни района – Бамбук, Буре, Галам, – произвеждащи по това време почти половината злато в Стария свят, така и търговските пътища за износ на златото към Средиземноморието, където то има много по-висока стойност. В северната част на страната се оформят специализирани търговски центрове, като Тегаза, откъдето се внася сол, и Такеда, откъдето се внася мед.
Империята облага с данъци търговията с основните стоки, най-вече злато, мед, сол и роби. Те за дълго време ѝ осигуряват изобилни и устойчиви приходи, станали причина за пословичното богатство на манса Муса I от началото на XIV век. Голям принос към това има и превзетият от Муса и обложен с тежки данъци ключов търговски център Тимбукту. В по-късния период от съществуването на империята, засилващите се безредици и вътрешни военни конфликти прекъсват търговските пътища, лишавайки хазната от основни приходи, като по този начин допринасят за окончателния срив на Манден Куруфаба.
Като парична единица в Малийската империя се използва златният прах, обикновено измерван и опакован в торбички с тегло 1 мискал (около 4,25 грама), които обаче имат различна действителна стойност в различните области. В източниците мискал се използва като заменим с динар, но няма свидетелства за използването на монети. По-едрите златни частици са смятани за изключителна собственост на владетеля и търговията с тях в границите на империята е незаконна – новодобитото злато трябва веднага да се предаде в хазната в замяна на равно количество златен прах.
Друга важна обменна единица в Малийската империя е солта, която традиционно в Субсахарска Африка се цени не по-малко от златото. Тя се реже на бучки и се използва за търговия с различни стоки, като за разлика от златото има еднаква покупателна способност в цялата империя – от север на юг стойността на златото в сол намалява. Важен източник на сол са мините в Тегаза, където това е единствената стопанска дейност. Всяка година търговци превозват камилски кервани със сол през Уалата, за да я продават в Ниани. Според Ибн Батута един камилски товар сол се продава в Уалата за 8 – 10 мискала злато, а в същинската Мали – за 20 – 30 дуката, понякога дори за 40.
Медта също е ценна стока в Манден Куруфаба. Според Ибн Батута тя се търгува на кюлчета, като се добива в мините на Такеда на север и се превозва на юг, където се заменя срещу злато. Според източниците 60 медни кюлчета се обменят за 100 динара злато.